# Lycée français international André-Malraux
Le lycée français international André-Malraux ou groupe scolaire André-Malraux (en arabe : المجموعة المدرسية أندري مالرو) est un établissement d'enseignement français à l'étranger (EEFE) au Maroc.
Il est situé dans l'arrondissement Souissi de Rabat.

## Présentation
Il propose un enseignement plurilingue et interculturel à quelque 1 800 élèves, de la petite section de maternelle à la terminale.
Créé en 1997,, il fait partie, comme huit autres établissements scolaires marocains, de l'Office scolaire et universitaire international (OSUI) du réseau mlfmonde de la Mission laïque française (Mlf). Initialement réparti sur deux sites,, le primaire et le secondaire sont aujourd'hui regroupés sur un seul et même site situé dans le quartier huppé Souissi de la capitale marocaine. Le complexe dispose d'un plateau sportif comprenant un mur d'escalade, un gymnase, des terrains de handball, basketball et football ainsi qu'une piscine couverte et une salle de musculation. Sur le plan culturel, le Lycée dispose d'un amphithéâtre et d'un centre de documentation et d'information (CDI).
L'établissement propose des classes trois langues dès la moyenne section de maternelle (français, anglais et arabe), ainsi que l'espagnol à partir de la classe de 4ème.